# Vrbno pod Pradědem
Vrbno pod Pradědem település Csehországban, Bruntáli járásban. Vrbno pod Pradědem Loučná nad Desnou, Světlá Hora, Ludvíkov, Bělá pod Pradědem, Malá Morávka, Široká Niva, Holčovice, Heřmanovice, Andělská Hora és Karlovice településekkel határos. Lakosainak száma 4752 fő (2024. január 1.).

## Népesség
A település lakosságának változását az alábbi diagram mutatja:
| Lakosok száma | 5188 | 5619 | 5876 | 3725 | 6536 | 6244 | 5172 | 5040 | 4839 | 4752 |
|               | 1869 | 1890 | 1921 | 1950 | 1980 | 2001 | 2017 | 2019 | 2022 | 2024 |